# كأس تونس 1973–74
كأس تونس لكرة القدم 1973-1974 هو الموسم رقم 19 منذ الاستقلال وال44 منذ إنشائه من كأس تونس لكرة القدم.

فاز بهذا الموسم النجم الرياضي الساحلي، وجاء ثانيا النادي الإفريقي.

## روابط خارجية
- الموقع الرسمي للجامعة التونسية لكرة القدم.